# Romuald Hengstler

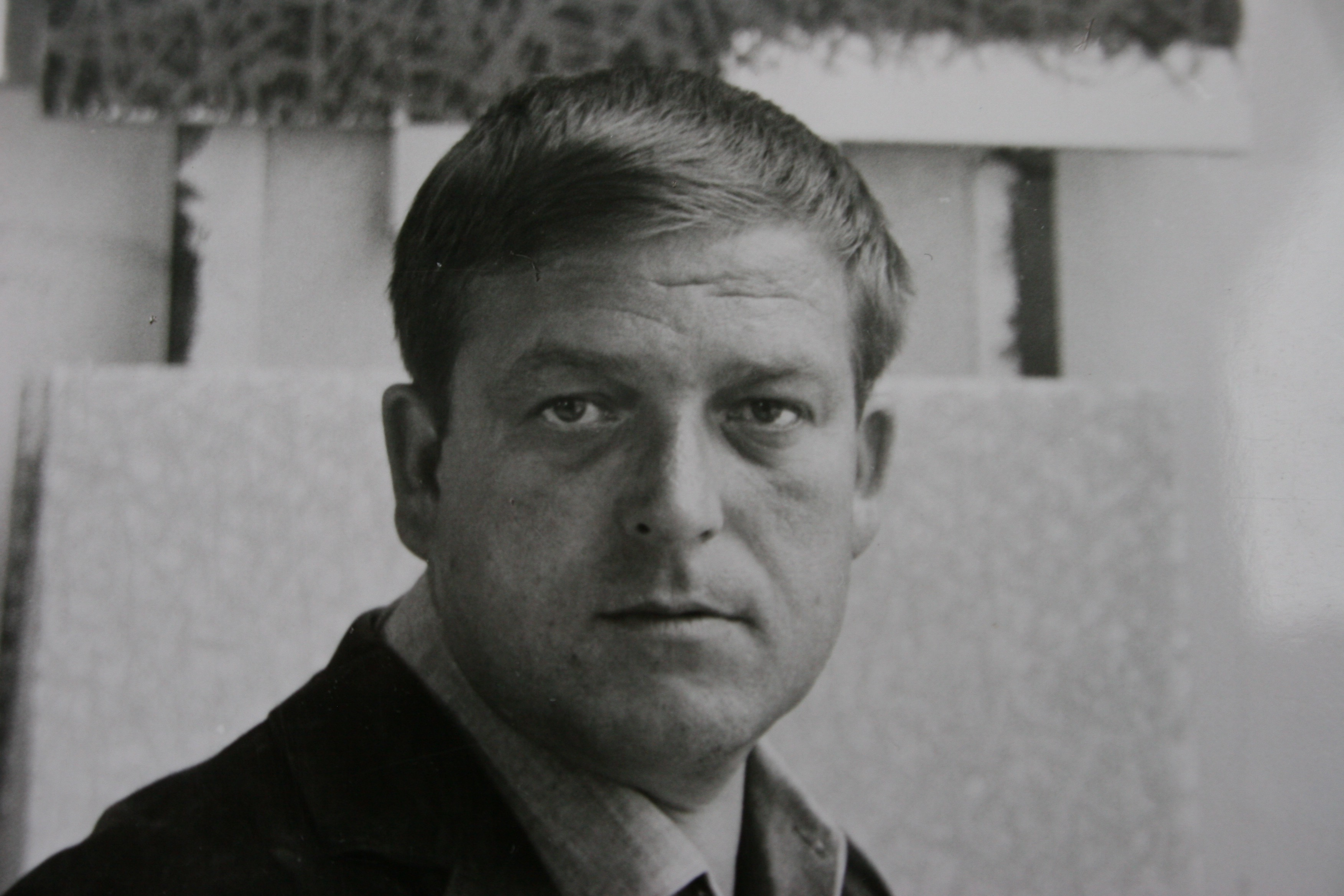
Romuald Hengstler als junger Mann

Romuald Hengstler (* 31. März 1930 in Deißlingen; † 15. Februar 2003 in Rottweil) war ein deutscher Maler, Zeichner, Grafiker und Kunstpädagoge.

## Werdegang
Hengstler studierte von 1952 bis 1954 an der Stuttgarter Kunstakademie bei Karl Rössing.
1957 erhielt er in Baden-Baden den Kunstpreis der Jugend, 1962 den Kunstpreis der Jugend in Stuttgart.

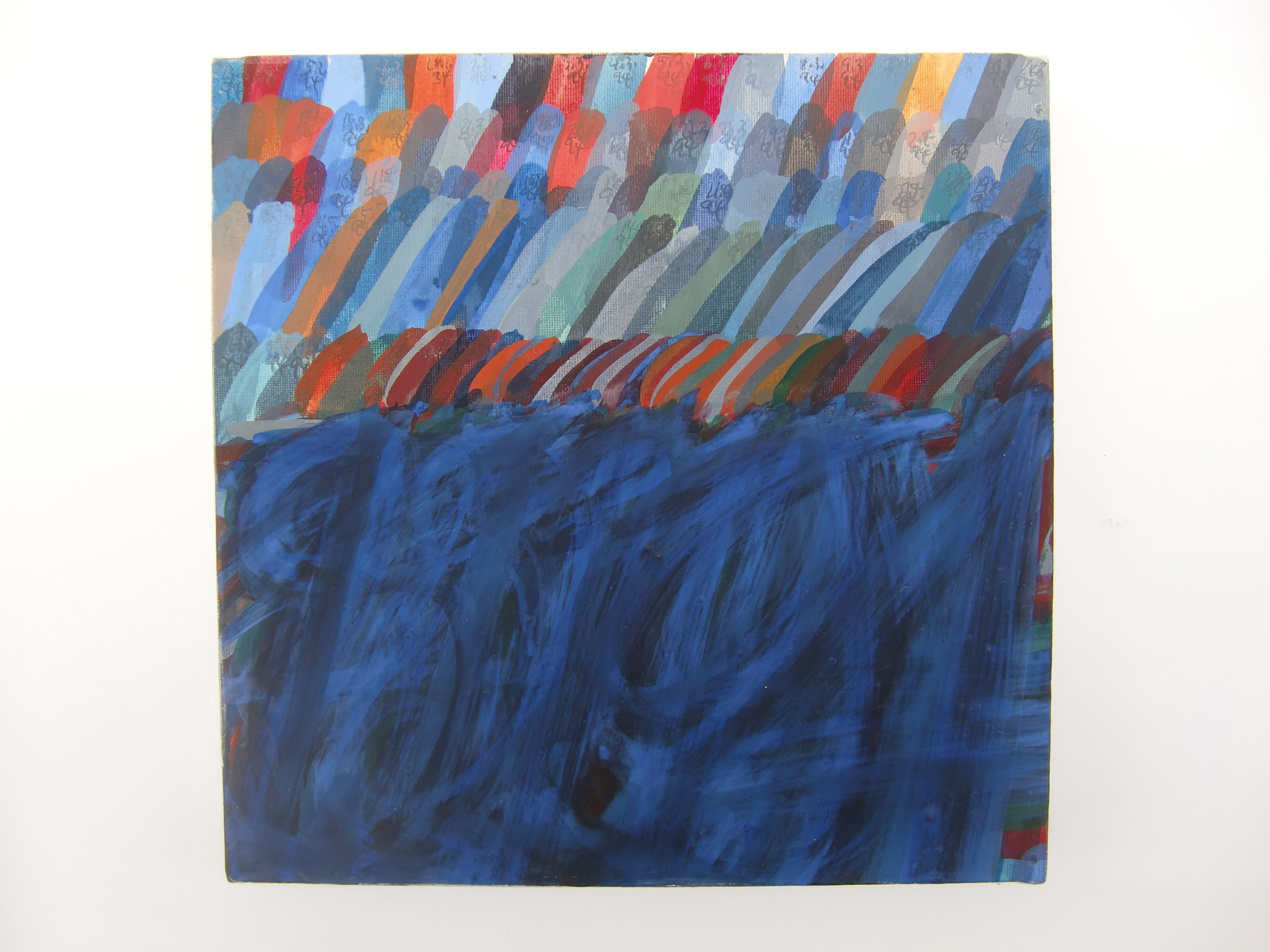
Das Gemälde o.T. 1994

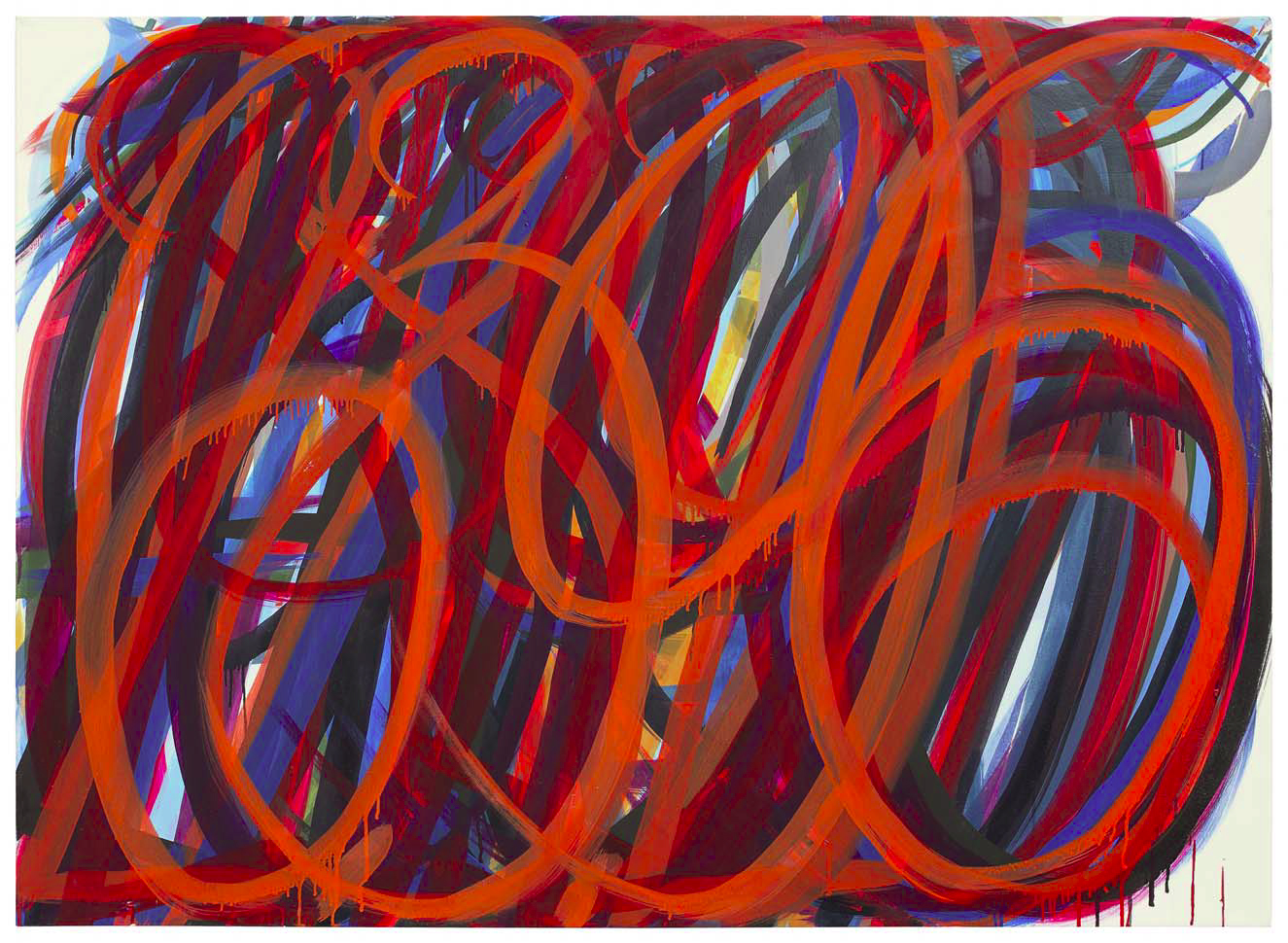
Das Gemälde o.T. 1996

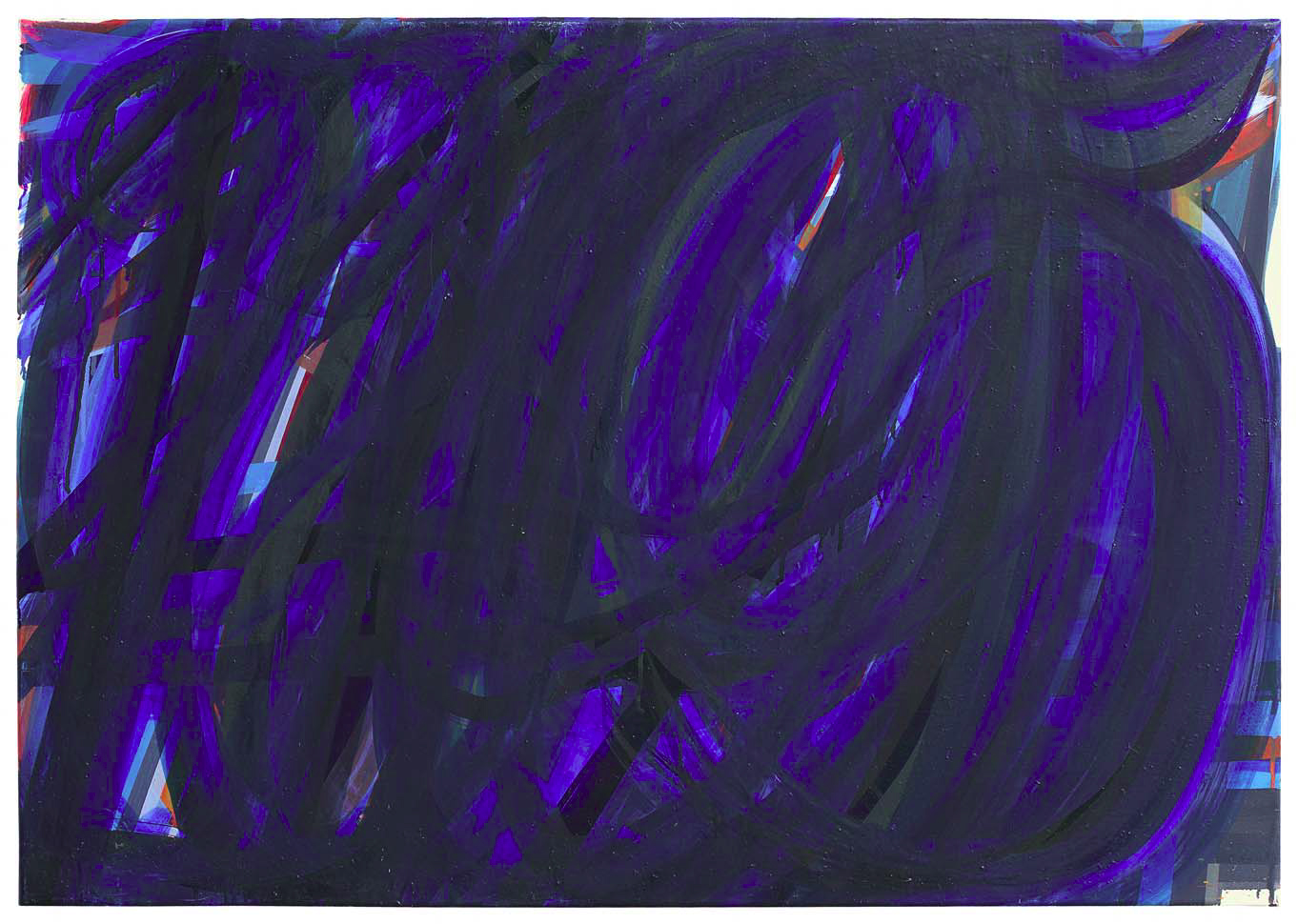
Das Gemälde 22-95- aus dem Jahr 1995

1962 entstanden die ersten Bilder seines Strukturtyps, den er ständig perfektionierte. Er wandte sich der skripturalen Malerei zu, schuf aber durch Verdichtung einen farbigen Bildkörper, der nicht auf das Ausfüllen von Formen und Farben verzichtete. Sich überlagernde Schichten – vorläufige, gelungene und weniger gelungene Zustände – protokollierte er sorgsam. Später begünstigte der Erfolg der Konzeptkunst Romuald Hengstlers Malerei. Allein die Aufzeichnung des Verlaufs der Zeit – Datumsbilder – schien zu genügen. Hengstler zeigte hier ein prinzipiell anderes Verständnis des Sichtbarwerdens von Zeit. Durch vertikale Überlagerung sanken gewesene Komplexe Schicht um Schicht ab. Unbeugsam lehnte er dabei den opportunen Abschluss von Bildern ab.

## Bedeutung
Die internationale Kunstszene ab 1960 war bestimmt durch Künstler wie Mark Tobey, Jackson Pollock, On Kawara, Roman Opalka und Hanne Darboven.
Von dieser internationalen Kunstszene bestärkt, entwickelte Romuald Hengstler einen selbständigen künstlerischen Weg im Kunstraum Rottweil.
Spätestens mit der Gründung von Forum Kunst, dessen Beirat Hengstler angehörte, entstand mit ihm und den Künstlern Erich Hauser, Franz Bucher und Felix Schlenker ein Zentrum der Gegenwartskunst. Man sprach von der Viererbande. Jürgen Knubben publizierte dies 2006 als Beginn der Moderne im Kunstraum Rottweil.
Bei der Vernissage zur Ausstellung Zeitfolge bezeichnete Robert Kudielka Hengstler als den bedeutendsten Künstler der Moderne im Kunstraum zwischen Stuttgart und Zürich.

## Werk

### Tuschezeichnungen
Vom 15. Oktober 1976 bis 9. Februar 1977 schuf Hengstler 112 Tuschezeichnungen, die er Briefe nannte. Hengstlers Grafische Tagebücher halten fest, was sich späteren Erinnerungen entziehen könnte. Auf jedem Einband steht der Titel der Woche, jede Woche enthält sieben datierte Briefe und jeder Brief besteht aus einer stenogrammartigen Federzeichnung auf Chamois Bütten.
Hengstler stellte in wenigen Jahren mehr als 150 Wochen-Bücher fertig.

### Ölmalerei
Mit seiner Ölmalerei fing in der Zeit 1976/1977 ein Wechsel der Gewichtung an. Die Rückseiten der Bilder eroberten die Vorderseiten. Hengstler perfektionierte die von ihm angewandte Methode der Schichtung. Aus gitterartigen Strukturen entstanden komplexe Farbräume mit einer bedeutenden Tiefendimension.
Meine Bilder entstehen in der Auseinandersetzung mit dem vorausgegangenen Bildzustand…ein Bild ist erst fertig, wenn es mich nicht mehr braucht. (Zitat Hengstler).
Kudielka stellte dazu fest: Ein Bild war erst dann fertig, wenn es sich aus der Tiefe der Verdichtung zu öffnen anfing. Romuald Hengstler hat mit seiner Systematik den Malprozess in die Zukunft bewegt. Auf den Rückseiten der Ölgemälde notierte er die Farben, die er verwendete und das dazugehörige Datum. Kudielka stellte fest, dass die Rückseite gewissermaßen der Kalender Hengstlers sei. Hengstler machte eine Aufzeichnung (Notation) seiner einzelnen Malschritte, um sie für alle offenzulegen.
Die Bilder des Künstlers haben keine Titel. Die Werke sind ausschließlich mit Zahlen versehen (Beispiele: Bild # 04/64 Öl auf Leinwand 145 × 125 cm, Sammlung: Christina Sigle); Bild # 25/73 Öl auf Leinwand 180 × 170 cm, Nachlass: Romuald Hengstler.

### Bretterbilder
Hengstlers Bretterbilder, Öl auf Holz, entstanden 1988 mit unterschiedlichen Größen. Hier zeigt er, wie souverän er mit dem Kriterium der Offenheit in der Verdichtung umzugehen verstand (Beispiele: Bretterbild # 2-5 (35 × 205 cm); Bretterbild # 8 Vorder- und Rückseite (26 × 200 cm)).

### Kalender
1995 gestaltete Romuald Hengstler mit seinem Namensvetter, dem Poeten Hans Hengstler, einen Kalender mit historischen Ortsansichten von Deißlingen. Hans Hengstler trug mit Gedichten und Sprüchen im Lokalkolorit zur Gestaltung bei.

### Glasmalerei
Romuald Hengstler war ein Meister der Glasmalerei. Georg Meistermann, Schöpfer eigener bedeutender Farbfenster, stellte Hengstler in die erste Reihe der modernen Glasmalerei. In Hengstlers Kunst der Glasmalerei geht es nicht um das Abbilden, sondern um das Offenbaren, um die Transparenz einer anderen Wirklichkeit.
Hengstlers jüngste Werke brachten eine deutliche Umkehrung: erst setzte er die Grenzen, dann die Struktur. Chromatische Flächen von bestehender Exaktheit und Lebendigkeit (…) zeugen von einer kultivierten Farbtechnik.
Rottweil war ab 1962 die Hochburg der Glasmalerei. Namhafte Künstler begegneten sich in der Glaswerkstatt in Rottweil bei Derix (Päpstliche Hofglasmalerei seit 1908).
Emil Kiess erzählt über die Glasmalerei und den Begegnungen in der Glaswerkstatt Rottweil mit den Künstlern Romuald Hengstler, Josef Bücheler und Gotthard Glitsch.
Die Fenster im früheren Kreiskrankenhaus Rottweil sind noch figürliche Fenster des Künstlers. Auch für den Kindergarten Geislingen fertigte er eine figürliche Keramikgestaltung. Er wandte sich aber dann von der Figürlichkeit ab, weil sie ihm zu altbacken war.
Bereits zur Moderne gehören Fenster im Spital Rottweil mit einem ganz dichten Bleinetz. Typisch für Hengstler sind die Fenster der Kirche in Spaichingen-Hofen und im Franziskusheim Schwenningen.
Von 1960 bis 1990 führte er insgesamt 38 Projekte mit den Derix Glasstudios aus.

### Architekturbezogene Arbeiten (Auswahl)
- Bleiglasfenster der Krankenhauskapelle in Rottweil
- Bleiglasfenster und Mosaiken in der Augustinerkapelle in Rom
- Bleiglasfenster der Evangelischen Pauluskirche in Deißlingen
- Bleiglasfenster und Chorwandgestaltung der Katholischen Kirche in Prad (Südtirol)
- Bleiglasfenster der Katholischen Kirche in Zimmern ob Rottweil
- Bleiglasfenster in der Krankenhauskapelle in Villingen
- Betonglaswände der Katholischen Kirche in Gosheim
- Bleiglasfenster der Katholischen Kirche in Empfingen
- Beton- und Bleiglasfenster der Katholischen Kirche in Deißlingen
- Betonglasfenster der Katholischen Kirche in Aldingen
- Betonglasfenster der St. Bruder-Klaus-Kirche in Villingen

- Holzdecke und Bleiglasfenster in der Krankenhauskapelle Rottweil[13]

- Beton- und Bleiglasfenster mit Chorraumgestaltung der Franziskuskirche in Schwenningen
- Chorraumgestaltung und Bleiglasfenster der Katholischen Kirche in Spaichingen-Hofen
- Betonglasfenster und Chorraumgestaltung der Katholischen Kirche in Ebingen
- Außenwandgestaltung und Kapelle mit Wandteppich im Kinderkrankenhaus in Schwenningen
- Bleiglasfenster der Einsegnungshalle in Mittelzell (Reichenau)
- Wandmalerei im Kulturhaus der Stadt Lüdenscheid
- Plastik im Außenbereich am Berufsschulzentrum in Schramberg-Sulgen

Quelle:

### Narrenfigur für die Narrenzunft Deißlingen

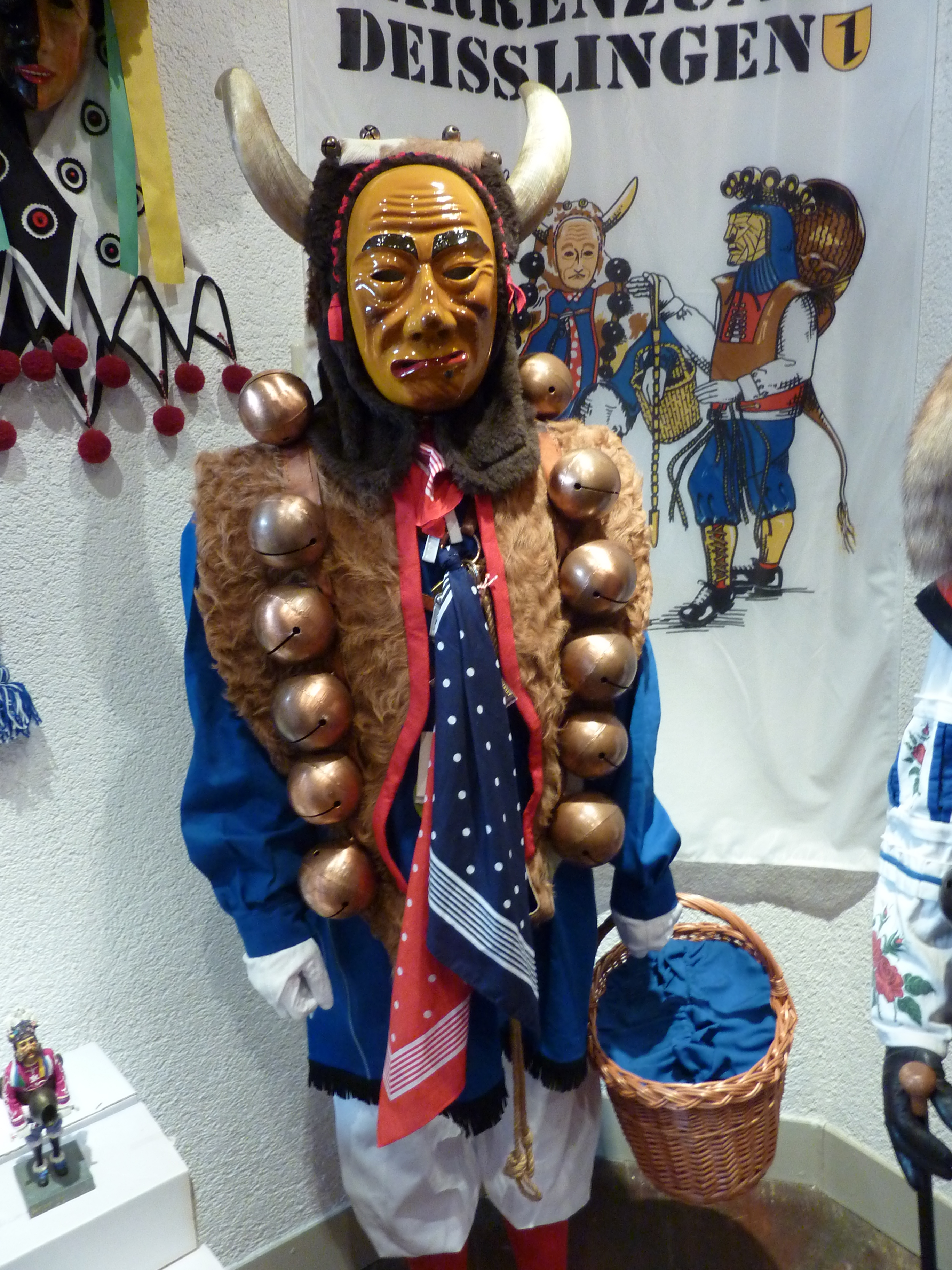
Die Figur des Hageverwürgers der Deisslinger Fasnet, 1961 geschaffen von Romuald Hengstler

Romuald Hengstler schuf in den 1960er Jahren gemeinsam mit Albert Haller die Figur des Deißlinger Hagenverwürgers. 1993 ergänzte er die Narrenfigur um das „Hoarn“.
Hengstler schuf Kleidle und Larven für den Fasnetsverein.
Zu dem von Otto Sauter komponierten Hagenverwürger Marsch (1954) schuf der Künstler Romuald Hengstler einen Text, der alle auffordert:
Vu hott, wischd-kummet hear ihr Narre! (Von links und rechts kommen die Narren!)

## Kommunalpolitiker
Laut Protokoll vom 15. Dezember 1964 kam Romuald Hengstler als Nachrücker für Herrn Schumpp auf der Liste der CDU für die verbleibende Amtszeit von rund einem Jahr in den Gemeinderat von Deißlingen. Bei der Gemeinderatswahl am 7. November 1965 wurde er mit 1116 Stimmen auf Platz eins der CDU in den Gemeinderat gewählt.
Er war ab 1964 Mitglied des Verwaltungsausschusses, ab 1965 Mitglied des Bauausschusses, des Schätzungsausschusses und des Ausschusses Deißlinger Anzeiger.
Hengstler war eine volle Wahlperiode im Deißlinger Gemeinderat und schied im November 1971 aus.

## Ausstellungen

### Öffentliche Sammlungen
- Staatsgalerie Stuttgart
- Ministerium für Wiss. und Kunst Stuttgart
- Landkreis Rottweil
- Stadt Rottweil
- Stadt Schwenningen
- Augustinermuseum Freiburg
- Museum Gelsenkirchen-Buer
- Berliner Nationalgalerie (Ankauf einer Privatsammlung von Hengstler)

### Einzelausstellungen (Auswahl)
- 1966: Saba-Studio Villingen
- 1967: Kleine Galerie Schwenningen
- 1968: Galerie Kröner Freiburg
- 1969/1971: Galerie im Kolpinghaus Stuttgart
- 1973: Forum Kunst Rottweil
- 1975: Kunstverein Tuttlingen
- 1975: Kunstverein Gelsenkirchen
- 1976: Kleine Galerie Tübingen
- 1976: Art Basel mit der Galerie Schießel Freiburg
- 1977: Galerie W. Storms München
- 1978: Galerie Nr. 6 Leonberg bei Stuttgart
- 1978: Galerie Hilger und Schmeer Duisburg
- 1979: Galerie Cuenca Ulm
- 1979: Galerie im Kolpinghaus Stuttgart
- 1979: Ausstellungsraum Obier-Recklingshausen
- 1982: Galerie und Verlag Beatrix Wilhelm Leonberg bei Stuttgart
- 1983: Städtische Galerie Lüdenscheid
- 1984: Städtische Galerie im Franziskaner VS-Villingen
- 1988: Galerie des Landkreises Waldshut
- 1988: Haus Knubben Rottweil
- 1988: Galerie Hartl und Klier Tübingen
- 1988: Kreuzkirche Nürtingen
- 1989: Galerie „Arte’rie“ Wiesenbach/Baden
- 1990: Galerie Keller VS-Villingen
- 1991: Galerie Hartl und Klier Tübingen
- 1993: Galerie im Turm Donaueschingen
- 1994: Galerie in der Sebastianskirche Ulm
- 1995: Galerieforum VS-Villingen
- 1995: Forum Kunst Rottweil
- 2000: Galerie Wohlhüter Leibertingen
- 2004: Galerie Wohlhüter Leibertingen
- 2005: Forum Kunst Rottweil, Ausstellung zum 75. Geburtstag Romuald Hengstler
- 2005: Galerie Zeherith Deißlingen-Lauffen
- 2008: Galerie im Griesbad Ulm
- 2011: Kunstraum Donau Neckar Tuttlingen und VS-Schwenningen (Volksbank Donau-Neckar eG)
- 2012: Martinikirche Siegen

### Ausstellungsbeteiligungen
- Seit 1964: Künstlerbund Baden-Württemberg und Deutscher Künstlerbund
- 1957: Kunstpreis der Jugend Baden-Baden
- 1962: Kunstpreis der Jugend Stuttgart
- 1967: Woche junger Künstler Rottweil
- 1971: Deutscher Künstlerbund Stuttgart
- 1973: Deutscher Künstlerbund Berlin
- 1973: Gesellschaft der Freunde Junger Kunst Baden-Baden
- 1974: Künstler machen Fahnen für Rottweil
- 1974: Druckgraphik nach 1960 Freiburg
- 1976: Deutscher Künstlerbund Mannheim
- 1977: Deutscher Künstlerbund Frankfurt
- 1977: Kunstraum Rottweil
- 1977: Landespavillon Stuttgart
- 1977: Galerie Walter Storms München
- 1978: Künstler arbeiten im Kunstverein Gelsenkirchen
- 1978: Kunstmarkt Düsseldorf mit Galerie Hilger und Schmeer
- 1979: Art (I) Basel mit der Galerie Waldshut. Künstler machen Koffer für Rottweil.
- 1980: Art (II) Basel
- 1993: Für Franz, Forum Kunst Rottweil
- 1997: Magie der Zahl, Staatsgalerie Stuttgart
- 2003: Der Narrenspiegel, Forum Kunst Rottweil
- 2006: Viererbande, Kunst Raum Rottweil, Dominikanermuseum
- 2009: Kunst & KsK Kunst Raum Rottweil, Dominikanermuseum
- 2011: Erinnerung, Galerie Wohlhüter-Leibertingen